# Santa María en Montesanto (título cardenalicio)
Santa María en Montesanto es un título cardenalicio de la Iglesia Católica. Fue instituido por Francisco en 2023. Su primer titular es el cardenal Protase Rugambwa, creado en el consistorio celebrado el 30 de septiembre de 2023.

## Titulares
- Protase Rugambwa (30 de septiembre de 2023)